# Wilmer Crisanto
Wilmer Crisanto Casildo (La Ceiba, 24 de junho de 1989) é um futebolista profissional hondurenho que atua como defensor, atualmente defende o CD Motagua.

## Carreira
Wilmer Crisanto fez parte do elenco da Seleção Hondurenha de Futebol nas Olimpíadas de 2012.